# インターネットガバナンス作業部会
インターネットガバナンス作業部会（インターネットガバナンスさぎょうぶかい、Working Group on Internet Governance）は、2003年にジュネーヴで開かれた世界情報社会サミット（World Summit on the Information Society・以下、WSIS）第1フェーズでの合意を受けて利害関係者間で、インターネットガバナンスを議論すべく国際連合配下に設けられた作業部会（ワークグループ）である。英語での略称は、WGIG。
2005年11月にチュニスで開催予定であるWSIS第2フェーズに向け、12月12日にWSIS第1フェーズはインターネットガバナンスに関わる重要宣言と行動計画についての議論を継続することを決定した。この決定を受けてWSIS第1フェーズは、国際連合事務総長にインターネットガバナンスについての作業部会の設立を要請した。
　同作業部会は2004年11月に40名の委員によって発足し、2005年に3回の会合を開催し、オンラインでの検討作業も行い、2005年7月に報告書を発表して解散した。
WGIG報告書は、政府・市民社会・企業の参加による「マルチステークホルダー」方式により、インターネットガバナンスに関連する諸問題を幅広く討論する「インターネットガバナンスフォーラム（IGF）」の設置を提案した。